# Војно-технички споразум у Куманову
Војно-технички споразум (алб. Marrëveshja ushtarako-teknike; енгл. Military Technical Agreement), познатији као Кумановски споразум (Marrëveshja e Kumanovës; Kumanovo Agreement), потписан је 9. јуна 1999. године на војном аеродрому код Куманова и означио је крај НАТО бомбардовања СР Југославије. Споразумом су прекинути ваздушни удари НАТО на СРЈ а дан касније усвојена је резолуција 1244 у Савету безбедности.
Споразум су потписали генерал Војске Југославије Светозар Марјановић, полицијски генерал Обрад Стевановић и британски генерал Мајкл Џексон.

## Најзначајније одредбе
- Прекид непријатељстава између НАТО снага са снагама Војске Југославије и српском полицијом.
- Повлачење Војске Југославије и Полиције Републике Србије са простора Косова и Метохије у року од 11 дана.
- Успостављење зоне безбедности од административне границе са Косовом и Метохијом унутар територије Републике Србије и Републике Црне Горе, и то 5 km на копну и 25 km у ваздуху.
- Обавеза снага КФОР-а да разоружају ОВК.[1]

## Спровођење
Потписивањем Војно-техничког споразума у Куманову створени су услови за повлачење ВЈ и МУП Србије са Косова и Метохије, а у исто време почео је улазак снага КФОР-а и својеврсна трка између војника Русије, који су били стационирани у Босни и Херцеговини, и трупа НАТО-а стационираних у Албанији и Македонији.
Колона руских возила из састава СФОР-а кренула је споро без обавештавања команде СФОР-а и тадашњег команданта генерала Кевина Бернса до границе са СРЈ а онда су пут наставили усиљеним маршем до аеродрома Слатина. Укупан пут је износио 620 км. На територију СРЈ је из Босне и Херцеговине преко Павловића ћуприје у Бадовинцима ушла јединица војника из Русије са пет џипова, једним возилом за везе, 16 оклопних транспортера и 23 камиона у 10:30 11. јуна. Колона је прошла кроз Београд у 13:30 и преко наплатне рампе код Бубањ потока наставила према Нишу и касније ка Косову и Метохији.
На Косово и Метохију прво је стигло 180-200 војника Руске Федерације са обележјима КФОР-а из састава мировних снага УН, који је у центар Приштине ушао пред поноћ 11. јуна 1999. где су га сачекали Срби из Приштине, a 12. јуна, у 1.30 руски конвој је наставио према Косову Пољу и приштинском аеродрому Слатина.
Генерал Весли Кларк је наредио британском Генералу Џексону, команданту КФОР-а, да пресретне Русе и онемогући њихово заузимање аеродрома, што је довело до затезања ситуације и инцидента на аеродрому Слатина.
Истог јутра, нешто после пет часова, са територије Македоније на Косово и Метохију су први ушли британски војници. Границу су код места Блаце, са шест транспортних хеликоптера, прешли британски падобранци и припадници специјалне јединице Гурке, а непосредно затим на територију јужне српске покрајине ушле су колоне британских и француских војних возила.
Први контингент од око 800 немачких војника у саставу КФОР-а ушао је око поднева истог дана на са македонске територије код Блаца, заједно са британским трупама, док су припадници италијанских снага ушли у ноћи између 14. и 15. јуна у Пећ, а немачки контингент КФОР-а у Ораховац.
ВЈ је напустила Приштину 16. јуна, у конвоју од педесетак теретних и путничких возила, а њихов одлазак надгледали су представници мировних снага УН, чија су оклопна возила била на челу и зачељу колоне.